# Pentacrinitidae
De Pentacrinitidae zijn een familie van uitgestorven zeelelies uit de orde Isocrinida.

## Geslacht
- Pentacrinites Blumenbach, 1804 †